# 斯波義達
斯波 義達（しば よしたつ）は、戦国時代の守護大名・戦国大名。
尾張・遠江守護。斯波氏（武衛家）13代当主。父は斯波義寛、母は一色義直の娘。祖父は応仁の乱の中心人物の1人である斯波義敏。

## 生涯

### 今川氏との戦い
戦国時代初期の尾張守護である斯波義寛の嫡男として誕生する。斯波氏は戦国時代に入ると主要領国である越前を家臣の朝倉氏に奪われるなど衰退の兆しが現れたが、それでも尾張・遠江の東海2ヶ国を支配する守護大名で、室町幕府9代将軍足利義尚と10代将軍足利義材による2度の親征（六角高頼征伐等）の際には幕府軍の主力となり得る兵力を動員できる勢力を保持していた。
しかし永正年間に入ると、その支配領国の1つである遠江を狙って、隣国の駿河守護・今川氏親が盛んに侵攻を始めてくるようになる。元々遠江は今川氏（または一族の遠江今川氏）が守護職を勤めていたが、室町時代中期に斯波氏と交替させられた経緯があり、今川氏にとって遠江の奪還は代々の今川家当主の悲願であった。このため応仁の乱の最中には、義達の父・義寛と氏親の父・義忠が実際に幾度か干戈を交えており、この抗争によって義忠が討たれるなど、斯波・今川両家の間には遠江を巡る深い因縁があった。更に遠江には今川氏の宗家筋で御一家である吉良氏の所領である浜松荘があり、同氏の家臣団も斯波氏と結んだ大河内氏と今川氏と結んだ飯尾氏が激しく争っていた。
この氏親の侵攻に対抗して義達は永正7年（1510年）から今川氏と戦うが、次第に劣勢に追い込まれてゆく。永正10年（1513年）に反攻を図って遠江の国人である井伊直平や吉良氏家臣の大河内貞綱と共に遠州に進撃したが、氏親配下の武将である朝比奈泰以や吉良氏家臣の飯尾賢連の前に大敗を喫する。

### 失脚
永正10年（1513年）、遠州出兵に反対していたとされる尾張守護代の織田達定が義達に叛旗を翻したため、これを攻めて自刃させる。
守護代勢力を一掃し国内を立て直した義達は、永正12年（1515年）8月に今川軍と再度戦ったが、またも大敗したうえ、今度は自身も捕虜となってしまう。虜囚となった義達は、同じく足利将軍家の一族である氏親の情けによって一命は取り留めたものの、剃髪を強いられ尾張に送り返される恥辱を受けた。その後は遠州出兵の件で対立していた織田氏や尾張国人の支持も失い、義達の尾張守護としての権威に大きな傷がつくこととなった。
義達は、永正13年（1516年）頃に諱を「義敦」と改め、後世（江戸時代後期頃と推定される）に書かれた『清須合戦記』などでは大永元年（1521年）11月に失意の中で死去したと記述されるが、実際にはなおも存命し、また政治的影響力も完全に喪失した訳では無かったようで、永正17年（1520年）には細川氏の内紛の最中に上洛して禁中警固にあたっており、また天文2年（1533年）7月には京から下向した山科言継や飛鳥井雅綱らの公卿達と交流していることや、同3年（1534年）から勃発した奥州探題大崎氏の内乱について、陸奥守護伊達稙宗が義達へ連絡していることから（大崎氏は斯波氏の一門）、少なくとも天文年間初期（1530年代はじめ）までは存命、および尾張守護としての地位を保っていた事が確認できる。
その後は史料上において確実に義達（義敦）と確認できるものが見られなくなるが、最終的に『斯波家氏以来系譜』や『東庵法語』などから永禄12年に84歳で没したともいわれる。特に『東庵法語』には元亀2年（1571年）に孫である斯波義銀が「亡父」の「行業院殿前左武衛一玄」の画像に賛を求めるという具体的な内容を伴う記事がある。「行業院殿前左武衛一玄」は義達の法号であり、義銀の実父である義統は天文23年（1554年）に殺害されているため、義統の没後に義達が孫の義銀と猶子・養子などの擬制的父子関係を結んで家督を継承させ、後に義銀が義達の三回忌に合わせて義達像への賛を求めたと考えられている。

## 織田弾正忠家の台頭
義達が行った一連の遠江遠征は重臣である織田一族がこれに反対しており、義達は守護直属の軍を率いて対今川戦を戦うなど、ほぼ独力で今川軍に当たっていた。さらに遠征の件で意を異にしていた守護代の達定とは合戦にまで及び、ついにこれを討ち取っている。以上からも義達自身は決して無能ではなく、むしろ守護代勢力との抗争には勝利しており、遠州遠征の成否如何によっては斯波氏は本格的な戦国大名へと成長する可能性もあった。しかし、今川氏との戦いで自身が捕虜となり遠征が失敗に終わると、かえって斯波氏の勢威は地に落ちてしまい、事実上大名としての斯波氏は崩壊した。
義達の敗北の結果、以降の尾張では戦国大名化に失敗した守護・斯波氏とそれ以前に義達によって駆逐されていた守護代・織田大和家に代わって、津島の経済を手中に収めて勢力を拡大した織田弾正忠家が戦国大名として台頭してくる。

## 偏諱を受けた人物
義達時代（「達」の字）
- 織田達定
- 織田達勝
- 織田達広（織田因幡守家、達勝の養子となった広信の実父とされる）
- 織田達順
- 織田達種

義敦時代（「敦」の字）
- 毛利敦元
- 浅井敦親